# Serra de Espinhaço de Cão
A Serra de Espinhaço de Cão é uma elevação montanhosa de Portugal Continental, com 250 metros de altitude máxima. É um dos principais conjuntos montanhosos do Algarve, e situa-se em Aljezur, no Barlavento algarvio. Em 2001, foi apresentado um projeto de parque eólico a ser construído na serra. 